# 가시나무 꽃
《가시나무 꽃》은 1992년 9월 14일부터 1993년 5월 7일까지 방영된 한국방송공사 2TV 일일연속극이다.

## 등장 인물
- 천호진 : 한수빈 역
- 박순애 : 이동주 역
- 추영미 : 유경채 역
- 이규준 : 유경식 역
- 이재룡 : 한영빈 역
- 정혜선
- 엄유신
- 김윤경
- 김성원
- 선우은숙
- 김인문
- 안옥희 : 오정민 역
- 조성규 : 강종구 역
- 윤다훈 : 최회균 역

## 참고 사항
- 당초 한수빈 역은 최재성이 낙점됐으나 갑작스런 군 입대로 인해 좌절되면서 천호진이 대신 맡게 되었다.[1]
- 노점상과 순수한 사랑으로 맺어진 여대생은 남편을 성공시키고, 헛된 출세를 노리는 명문대 대학생과 결혼한 물질만능주의적 여대생은 파탄을 맞는다는 설화적 내용을 접목시켰으나 신선감이 없다는 지적을 샀다.[2]
- 집필자 남지연(본명 남현우) 작가는 해당 작품을 끝으로 방송계를 떠났고 2004년 3월 18일 별세했다.[3]
- 1976년 동양방송에서 방영한 한국 최초의 주말연속극 결혼행진곡 콤비가(각본:남지연, 연출:전세권) 16년만에 다시 만난 작품인데 김무생 강부자의 출연이 발표됐지만 방영 임박하여 갑작스럽게 캐스팅이 취소되었으며[4] 이 과정에서 KBS는 두 사람 등 출연진의 이름이 기재된 해당 드라마의 홍보 포스터를 부랴부랴 회수했다.